# TCM +1
TCM +1 (dawniej TCM2) – brytyjski kanał telewizyjny nadający filmy produkcji MGM oraz Warner Bros (wszystkie filmy nadawane na TCM2 należą do biblioteki filmowej należącej do Turner Entertainment). Kanał został utworzony 2 maja 2006 roku jako kanał alternatywny do programu TCM. Kanał działa jedynie na terenie Wielkiej Brytanii a odbiór stacji zapewnia platforma cyfrowa Sky Digital.
Program TCM2 dzieli swoje pasmo z dziecięcym kanałem Cartoonito (do września 2006 roku z Cartoon Network TOO). Nadaje codziennie od 20:00 do 04:00, a w swojej ofercie prezentuje po 4 filmy z wytwórni Warner Bros. oraz Metro-Goldwyn-Mayer.
Od 13 sierpnia 2013 roku o 4 rano TCM2 z niewiadomych przyczyn zmienił nazwę na TCM +1.

## Niektóre filmy nadawane przez stacje
- Ben-Hur
- Deszczowa piosenka
- Arszenik i stare koronki
- Rio Bravo